# Lista de deputados estaduais de Mato Grosso do Sul da 8.ª legislatura
Esta é a lista de deputados estaduais de Mato Grosso do Sul eleitos para a 8.ª legislatura. São relacionados os parlamentares que assumiram o cargo em 1.º de fevereiro de 2007, o partido pelo qual foram eleitos e a quantidade de votos que receberam naquela eleição. O mandato expirou em 31 de janeiro de 2011.
Também há a lista dos suplentes que assumiram durante a legislatura.

## Mesa diretora

### Primeira mesa
Na primeira metade do mandato, Jerson Domingos foi eleito presidente.
|  | Cargo               | Nome               | Partido |
|  | ------------------- | ------------------ | ------- |
|  | Presidente          | Jerson Domingos    | PMDB    |
|  | 1.° Vice-presidente | Amarildo Cruz      | PT      |
|  | 2.° Vice-presidente | Maurício Picarelli | PTB     |
|  | 3.° Vice-presidente | Ari Artuzi         | PMDB    |
|  | 1.° Secretário      | Ary Rigo           | PDT     |
|  | 2.° Secretário      | Professor Rinaldo  | PTdoB   |
|  | 3.° Secretário      | Paulo Corrêa       | PL      |

### Segunda mesa
Na segunda metade do mandato, Jerson Domingos foi reeleito presidente.
|  | Cargo               | Nome               | Partido |
|  | ------------------- | ------------------ | ------- |
|  | Presidente          | Jerson Domingos    | PMDB    |
|  | 1.° Vice-presidente | Pedro Kemp         | PT      |
|  | 2.º Vice-presidente | Maurício Picarelli | PTB     |
|  | 3.º Vice-presidente | Zé Teixeira        | PFL     |
|  | 1.° Secretário      | Ary Rigo           | PDT     |
|  | 2.ª Secretária      | Dione Hashioka     | PSDB    |
|  | 3.° Secretário      | Paulo Corrêa       | PL      |

## Lista de parlamentares
|  | Nome                                   | Partido | Votos nominais | Referências |
|  | -------------------------------------- | ------- | -------------- | ----------- |
|  | Akira Otsubo                           | PMDB    | 22.266         | [ 2 ]       |
|  | Amarildo Cruz                          | PT      | 17.930         | [ 2 ]       |
|  | Antônio Braga                          | PDT     | 18.333         | [ 2 ]       |
|  | Antônio Carlos Arroyo                  | PL      | 27.286         | [ 2 ]       |
|  | Ari Artuzi                             | PMDB    | 36.960         | [ 3 ]       |
|  | Ary Rigo                               | PDT     | 34.767         | [ 2 ]       |
|  | Carlos Marun                           | PMDB    | 24.069         | [ 4 ]       |
|  | Coronel Ivan (José Ivan de Almeida)    | PSB     | 11.980         | [ 2 ]       |
|  | Dione Hashioka                         | PSDB    | 19.843         | [ 5 ]       |
|  | Dirceu Lanzarini                       | PL      | 24.967         | [ 2 ]       |
|  | Jerson Domingos                        | PMDB    | 32.532         | [ 6 ]       |
|  | Junior Mochi (Oswaldo Mochi Junior)    | PMDB    | 25.691         | [ 7 ]       |
|  | Londres Machado                        | PL      | 37.797         | [ 8 ]       |
|  | Marcio Fernandes                       | PRTB    | 9.708          | [ 9 ]       |
|  | Marquinhos Trad (Marcos Marcello Trad) | PMDB    | 35.777         | [ 10 ]      |
|  | Maurício Picarelli                     | PTB     | 20.455         | [ 11 ]      |
|  | Onevan de Matos                        | PDT     | 33.831         | [ 12 ]      |
|  | Paulo Corrêa                           | PL      | 32.501         | [ 11 ]      |
|  | Paulo Duarte                           | PT      | 42.107         | [ 13 ]      |
|  | Pedro Kemp                             | PT      | 21.119         | [ 11 ]      |
|  | Pedro Teruel                           | PT      | 15.818         | [ 2 ]       |
|  | Professor Rinaldo (Rinaldo Modesto)    | PTdoB   | 14.017         | [ 2 ]       |
|  | Reinaldo Azambuja                      | PSDB    | 47.772         | [ 14 ]      |
|  | Youssif Domingos                       | PMDB    | 27.118         | [ 2 ]       |
|  | Zé Teixeira (José Roberto Teixeira)    | PFL     | 28.696         | [ 11 ]      |

## Lista de suplentes que assumiram durante a legislatura
| Nome                                    | Partido | Referências  |
| --------------------------------------- | ------- | ------------ |
| Celina Jallad                           | PMDB    | [ 1 ] [ 15 ] |
| Diogo Tita (Diogo Robalinho de Queiroz) | PMDB    | [ 1 ]        |
| Pastor Oliveira (Alexsandro Oliveira)   | PMDB    | [ 1 ]        |